# Pacte de préférence en droit civil français
En droit des contrats français, le pacte de préférence est un type d'avant-contrat selon lequel une personne s'engage envers une autre qui accepte ce pacte, à ne pas conclure avec un tiers un contrat déterminé avant de lui en avoir proposé la conclusion aux mêmes conditions.
Il s'agit bien d'un contrat, puisqu'il doit nécessairement y avoir un accord de volontés. L'obligation du promettant ne consiste pas en une obligation de faire une offre de contracter au bénéficiaire, mais consiste en une obligation  de proposer en priorité à ce dernier l'offre s'il venait à en faire une. 
En revanche, le créancier d'un pacte de préférence (son « bénéficiaire ») n'est pas tenu d'accepter cette offre, et peut donc la refuser; il bénéficie d'un droit potestatif, lui permettant par principe d'être seul maître de la formation du contrat projeté.
Il peut décider de lever l'option, comme de ne pas la lever, c'est seulement dans ce dernier cas que le contrat ne sera pas formé. 
Il ne s'agit donc que d'un contrat unilatéral.
Le pacte est cessible sauf si son libellé exprime un caractère intuitu personae à l’égard du bénéficiaire. Le pacte oblige le promettant à offrir au bénéficiaire la préférence s’il vend mais ni les aliénations voisines de la vente (apport en société, dation en paiement...), ni la donation n’ouvrent le droit de préférence, car le bénéficiaire ne peut se substituer à celui qui profitera de l’aliénation envisagée. Il en irait autrement en cas de fraude. 
Le non-respect du pacte de préférence par le débiteur peut entrainer des demandes de dommages-intérêts sur le fondement de la responsabilité civile.

## Régime du pacte de préférence

### Notion de pacte de préférence
L'article 1123 du Code civil définit ce contrat comme celui « par lequel une partie s'engage à proposer prioritairement à son bénéficiaire de traiter avec lui pour le cas où elle déciderait de contracter ». Le promettant s'engage à proposer en priorité à son cocontractant la conclusion d'un contrat considéré, dans l'éventualité où il se déciderait à contracter.
Le bénéficiaire du pacte ne dispose alors pas d'un droit d'option, mais seulement d'un droit de priorité, d'un « droit de préemption d'origine conventionnelle ». Étant donné que le promettant ne s'engage pas à conclure le contrat faisant l'objet du pacte de préférence, le droit français n'exige pas que toutes les conditions du contrat soient fixées contrairement à ce qui est exigé en matière de promesse unilatérale.

#### La sanction de la violation du pacte de préférence
La question de la sanction tirée de la violation du pacte de préférence a agité la doctrine et la jurisprudence française. Il est arrivé en effet que le promettant fasse fi du pacte et décide finalement de contracter avec un tiers. Dans un premier temps, la jurisprudence française a systématiquement refusé d'ordonner l'exécution forcée du contrat, en ce qu'une telle exécution forcée porterait une atteinte trop conséquence à la liberté individuelle du promettant.
En 2006 un revirement de jurisprudence s'opère. Une chambre mixte de la Cour de cassation décide que « le bénéficiaire d’un pacte de préférence est en droit d’exiger l’annulation du contrat passé avec un tiers en méconnaissance de ses droits et d’obtenir sa substitution à l’acquéreur, (…) à la condition que ce tiers ait eu connaissance, lorsqu’il a contracté, de l’existence du pacte de préférence et de l’intention du bénéficiaire de s’en prévaloir ». Ainsi, la Cour de cassation admet la substitution du bénéficiaire du pacte de préférence dans les droits du tiers à la double condition de rapporter la preuve connaissait l'existence du pacte de préférence mais aussi l'intention du bénéficiaire de faire jouer le pacte.

##### Les changements induits par la réforme du droit des obligations de 2016.
Les dispositions introduites par l'ordonnance no 2016-131 du 10 février 2016 portant réforme du droit des contrats, du régime général et de la preuve des obligations sont entrées en vigueur le 1er octobre 2016. S'agissant du pacte de préférence deux apports notables de la réforme peuvent être mentionnés :
- la réforme est venue codifier la sanction tirée de la jurisprudence de 2006 de la chambre mixte. L'article 1123 du Code civil admet la substitution du bénéficiaire dans les droits du tiers, en reprenant les mêmes conditions que celles posées en  2006 par la Cour de cassation. Le bénéficiaire du pacte doit alors toujours rapporter la preuve que « le tiers connaissait l'existence du pacte et l'intention du bénéficiaire de s'en prévaloir[4] » pour obtenir l'exécution forcée du pacte de préférence ;
- la réforme a introduit une action dite « interrogative » qui figure à l'alinéa 3 de l'article 1123 du Code civil. En vertu de cette action, le tiers à un pacte de préférence « peut demander par écrit au bénéficiaire de confirmer dans un délai qu'il fixe et qui doit être raisonnable, l'existence d'un pacte de préférence et s'il entend s'en prévaloir[4] ». L'alinéa suivant prévoit qu'à défaut de réponse à l'expiration du délai, le bénéficiaire ne pourra plus solliciter la nullité du contrat passé par le tiers ni sa substitution au contrat passé par ce dernier. Une incertitude résulte toutefois de cette disposition, notamment par rapport à la notion de délai « raisonnable » mentionné par l'article 1123 du Code civil. Un contentieux pourrait se former autour de ce concept, il appartiendra donc à la jurisprudence de définir ce qu'il convient d'entendre par délai raisonnable.

## Sources
Les cahiers de l'immobilier neuf